# برونون بنديغ
برونون بنديغ (بالبولندية: Brunon Bendig)‏ (6 أكتوبر 1938 – 15 سبتمبر 2006) هو ملاكم بولندي راحل، مثّل بلاده في الألعاب الأولمبية الصيفية في دورتي 1960 و1964.

## روابط خارجية
برونون بنديغ على موقع أوليمبيديا (الإنجليزية)
- برونون بنديغ على موقع اللجنة الأولمبية البولندية (مؤرشف) (البولندية)